# Eremolobulosa tropicalis
Eremolobulosa tropicalis är en tvåvingeart som beskrevs av Duckhouse 1990. Eremolobulosa tropicalis ingår i släktet Eremolobulosa och familjen fjärilsmyggor.
Artens utbredningsområde är Northern Territory, Australien. Inga underarter finns listade i Catalogue of Life.